# John Parker Boyd

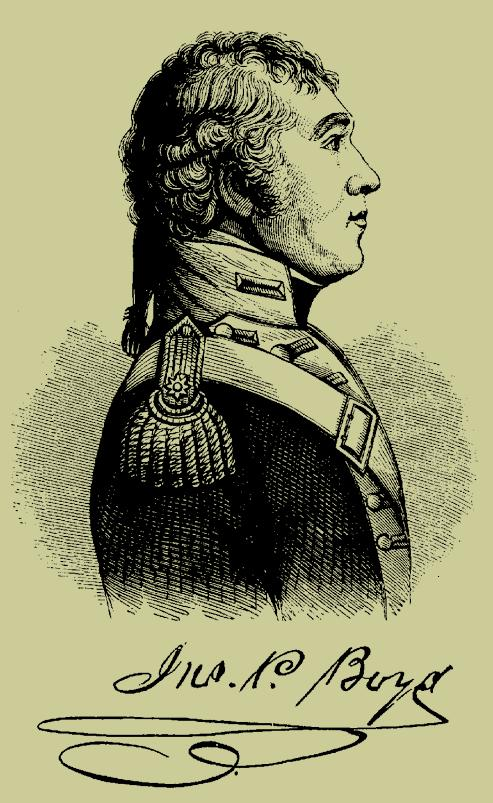
John Parker Boyd

John Parker Boyd (* 21. Dezember 1764 in Newburyport, Province of Massachusetts Bay, British America; † 4. Oktober 1830 in Boston, USA) war ein US-amerikanischer Söldner in Indien und General des Kriegs von 1812.

## Biografie
Der aus einer schottischstämmigen Kaufmannsfamilie stammende John Parker Boyd wurde am 21. Dezember 1764 in Newburyport (Massachusetts) geboren. Er absolvierte zwar eine Kaufmannslehre in Boston, trat aber 1786 als Fähnrich in die US Navy ein. 1789 quittierte er den Dienst und begab sich nach Indien, wo er mit Unterstützung der britischen Kolonialmacht als Söldner u. a. des Fürsten von Hyderabad diente und bis zu 10.000 Mann kommandierte. Nach seiner Rückkehr in die USA 1808 trat er noch im selben Jahr als Oberst in die US Army ein und wurde 1812 zum Brigadegeneral befördert.
Im Krieg von 1812 mit Großbritannien nahm er mit seiner Brigade 1813 an der Eroberung von Fort George teil und gehörte im Herbst dieses Jahres zur 7.000 Mann umfassenden Armee von Generalmajor James Wilkinson, die von Sackets Harbor aus einen Vorstoß entlang des Sankt-Lorenz-Stroms auf Montreal unternahm. Nachdem die Armee Generalmajor Hamptons, die vom Lake Champlain ebenfalls in Kanada einmarschieren sollte, am 26. Oktober 1813 in der Schlacht am Chateauguay River eine demütigende Niederlage erlitten hatte, gehörte Boyd zu den Offizieren, die Wilkinson zur Fortsetzung der Invasion drängten. Am 11. November übergab Wilkinson das Kommando über die Armee an Boyd und befahl ihm, etwa 800 britische Soldaten unter Oberst Joseph Wanton Morrison, die den amerikanischen Vorstoß behindert und sich auf der kanadischen Seite des Flusses postiert hatten, anzugreifen. Boyd verließ sich in der Schlacht bei Chrysler’s Farm zu sehr auf die erdrückende zahlenmäßige Überlegenheit der Amerikaner und ließ seine Truppen einzeln in drei separaten Angriffen attackieren. Die hervorragend geführten, disziplinierten britischen Berufssoldaten konnten alle drei Angriffe abwehren und den Amerikanern nach einem nicht einmal einstündigen Gefecht eine empfindliche Niederlage zufügen, die diese zu einem hastigen Rückzug über den Fluss und zur Aufgabe des Invasionsplans zwang. Im weiteren Verlauf des Kriegs trat er nicht mehr besonders hervor.
Nach dem Ende des Kriegs wurde Boyd 1815 im Zusammenhang mit einer Reduktion der US Army ehrenhaft aus dem Militär entlassen. Danach bemühte er sich u. a. um Schadensersatz für eine ihm gehörende, wertvolle Schiffsladung, die während des Kriegs in die Hände eines britischen Kaperschiffs gefallen war, was sein privates Vermögen empfindlich geschmälert hatte. Kurz vor seinem Tod ernannte ihn Präsident Andrew Jackson zum Hafenkommandanten von Boston, wo er am 4. Oktober 1830 starb.